# 2024年美國選舉
2024年美國選舉於2024年11月5日星期二舉行。在本總統選舉年，將選出美國總統及副總統。此外，美國眾議院所有435個席位以及美國參議院100個席位中的33個席位都將面臨改选。13個州和地區的州長職位以及許多其他州和地方選舉也將參加角逐。

## 联邦选举

### 总统选举
2024年的美國總統選舉將是第60次四年一次的美國總統選舉。現時的選舉人選票分配由2020年人口普查决定。將選出美國總統和副總統的當選人；贏得選舉需要538張選舉人票中的簡單多數票（270張）。總統喬·拜登有資格競選連任，他亦表示計划這樣做，但其後退選。而前總統唐納·川普在2020年選舉爭取連任失利後，也有資格在2024年競選爭取再任。

### 国会选举

#### 参议院选举
美國參議院在第一組別的所有席位都將參加選舉。此外，還可能舉行特別選舉，以填補其他兩個參議院級別的空缺。

#### 众议院选举
美國眾議院所有435個投票席位都將進行選舉。此外，還將舉行選舉，選出哥倫比亞特區国会代表以及來自美國岛屿地区的代表。這包括波多黎各居民代表，任期四年。

## 州选举

### 州长选举
美國五十個州中的十二個州和兩個地區將舉行州長選舉。如果各州/地區憲法有要求，其他州和地區可舉行特別選舉填補空缺。